# Mezinárodní letiště Tchien-ťin Pin-chaj
Mezinárodní letiště Tchien-ťin Pin-chaj (čínsky v českém přepisu Tchien-ťin Pin-chaj kuo-ťi ťi-čchang, pchin-jinem Tiānjīn Bīnhăi Guójì Jīchǎng, znaky zjednodušené 天津滨海国际机场, tradiční 天津濱海國際機場, IATA: TSN, ICAO: ZBTJ) je mezinárodní letiště u Tchien-ťinu v Čínské lidové republice. Leží ve vzdálenosti přibližně třinácti kilometrů východně od centra v obvodě Tung-li.
Letiště je uzlovým pro Okay Airways a Tianjin Airlines.
S centrem je město spojeno linkou 2 tchienťinského metra.